# Fosfani
Fosfani su zasićeni hidridi trovalentnoga fosfora.
Po redoslijedu opadajućeg prioriteta pri odabiru i imenovanju glavne karakteristične skupine, fosfani i hidrazini su devetnaesti po redu razredni spojevi.